# فهرست قنات‌های شهرستان نیشابور
جدول زیر بر اساس آمار وزارت جهاد کشاورزی تهیه شده‌است. فهرست زیر قنات‌های شهرستان نیشابور در استان خراسان رضوی را نشان می‌دهد.
| نام قنات           | موقعیت                       | نزدیک‌ترین روستا    | طول قنات (متر) | تعداد میله چاه | عمق مادر چاه | دبی (لیتر بر ثانیه) | سطح زیر کشت (هکتار) |
| ------------------ | ---------------------------- | ------------------ | -------------- | -------------- | ------------ | ------------------- | ------------------- |
| آق داش             | بخش سرولایت شهرستان نیشابور  | آق قایه            | ۲۰۰            | ۱۱             | ۱۰           | ۴                   | ۷                   |
| آق قایه            | بخش سرولایت شهرستان نیشابور  | آق قایه            | ۳۰۰            | ۸              | ۵            | ۲                   | ۳                   |
| آق قایه علیا       | بخش سرولایت شهرستان نیشابور  | آق قایه            | ۱۰۰            | ۷              | ۱۰           | ۳                   | ۴                   |
| آق قلی             | بخش زبرخان شهرستان نیشابور   | بوژمهران           | ۸۰۰            | ۲۰             | ۲۵           | ۱۵                  | ۳۰                  |
| آق چشمه            | بخش سرولایت شهرستان نیشابور  | کلاته میدان        | ۷۰۰            | ۱۲             | ۱۰           | ۶                   | ۲۵                  |
| ااباد              | بخش میان‌جلگه شهرستان نیشابور | کلاته حاج حسن      | ۸۰۰            | ۲۵             | ۱۵           | ۶                   | ۱۲                  |
| اب شرب             | بخش زبرخان شهرستان نیشابور   | گرینه              | ۳۵۰            | ۱۰             | ۷            | ۳                   | ۰                   |
| اب عباس            | بخش سرولایت شهرستان نیشابور  | دزق                | ۳۵۰            | ۱۲             | ۱۵           | ۳                   | ۵                   |
| اب عوض             | بخش سرولایت شهرستان نیشابور  | دزق                | ۳۰۰            | ۱۰             | ۱۵           | ۳                   | ۵                   |
| اب چشمه            | بخش سرولایت شهرستان نیشابور  | دزق                | ۲۰۰            | ۷              | ۱۵           | ۱                   | ۱                   |
| ابده               | بخش زبرخان شهرستان نیشابور   | اسحاق‌آباد          | ۶۰۰۰           | ۱۲۰            | ۶۵           | ۸                   | ۲۰                  |
| ابراهیم گل         | بخش سرولایت شهرستان نیشابور  | قزل قلعه           | ۱۰۰۰           | ۲۵             | ۱۸           | ۵                   | ۱۰                  |
| ابراهیم‌آباد        | بخش زبرخان شهرستان نیشابور   | برج                | ۲۰۰۰           | ۶۰             | ۲۰           | ۲۰                  | ۵۰                  |
| ابراهیم‌آباد        | بخش سرولایت شهرستان نیشابور  | کارجی              | ۸۰۰            | ۳۰             | ۱۲           | ۵                   | ۲۰                  |
| ابراهیم‌آباد        | بخش زبرخان شهرستان نیشابور   | خرو علیا           | ۱۵۰۰           | ۸۰             | ۲۵           | ۸                   | ۲۰                  |
| ابقوی              | بخش مرکزی شهرستان نیشابور    | ابقوی              | ۲۵۰۰           | ۲۰۰            | ۴۰           | ۵                   | ۱۰                  |
| ابوالفارسی         | بخش زبرخان شهرستان نیشابور   | قدمگاه             | ۲۵۰۰           | ۱۷۰۰           | ۷۰           | ۲۵                  | ۴۰                  |
| اتشگاه             | بخش زبرخان شهرستان نیشابور   | خسرو               | ۲۰۰۰           | ۱۰۰            | ۲۵           | ۲۵                  | ۳۵                  |
| اجقر               | بخش سرولایت شهرستان نیشابور  | دزق                | ۴۰۰            | ۲۰             | ۳۲           | ۶                   | ۱۰                  |
| احمدآباد           | بخش زبرخان شهرستان نیشابور   | دانه کاشفیه        | ۲۵۰۰           | ۷۵             | ۹۰           | ۲۰                  | ۳۰                  |
| ادریک              | بخش سرولایت شهرستان نیشابور  | دزق                | ۲۵۰            | ۶              | ۷            | ۲                   | ۳                   |
| اردوس              | بخش سرولایت شهرستان نیشابور  | سیدآباد            | ۲۰۰۰           | ۶۰             | ۱۸           | ۴                   | ۸                   |
| ارناب              | بخش سرولایت شهرستان نیشابور  | کوه سخت            | ۲۰۰            | ۱۰             | ۵            | ۸                   | ۲۰                  |
| ازادمقدم           | بخش سرولایت شهرستان نیشابور  | چکنه علیا          | ۸۰۰            | ۱۵             | ۱۰           | ۴                   | ۳                   |
| ازفدک              | بخش سرولایت شهرستان نیشابور  | تیران              | ۵۰۰            | ۱۵             | ۱۰           | ۳                   | ۴                   |
| اسفرنج             | بخش زبرخان شهرستان نیشابور   | قدمگاه             | ۸۰۰            | ۳۵             | ۴۰           | ۸                   | ۲۰                  |
| اسلام‌آباد(شاه بخش) | بخش میان‌جلگه شهرستان نیشابور | اسلام‌آباد(شاه بخش) | ۶۰۰۰           | ۱۵۰            | ۴۰           | ۵۰                  | ۳۰۰                 |
| اسماعیل‌آباد        | بخش زبرخان شهرستان نیشابور   | قلعه وزیر          | ۱۷۰۰           | ۶۰             | ۱۰           | ۳۵                  | ۷۰                  |
| اسپندزار           | بخش زبرخان شهرستان نیشابور   | گرینه              | ۱۰۰۰           | ۳۰             | ۳۰           | ۳                   | ۵                   |
| اش خانی            | بخش زبرخان شهرستان نیشابور   | چناران             | ۶۰۰            | ۳۰             | ۸            | ۳                   | ۰                   |
| اقبالیه            | بخش مرکزی شهرستان نیشابور    | اقبالیه            | ۹۰۰۰           | ۳۵۰            | ۳۰           | ۱۵                  | ۳۰                  |
| النگ               | بخش سرولایت شهرستان نیشابور  | چکنه سفلی          | ۸۰۰            | ۲۰             | ۳            | ۰                   | ۱۵                  |
| امرون              | بخش زبرخان شهرستان نیشابور   | درود               | ۱۲۰۰           | ۴۵             | ۲۰           | ۲۰                  | ۴۰                  |
| امیرخان            | بخش سرولایت شهرستان نیشابور  | قزل قلعه           | ۱۰۰۰           | ۳۰             | ۱۸           | ۳                   | ۵                   |
| امین دره           | بخش سرولایت شهرستان نیشابور  | تنگه علیا          | ۲۵۰            | ۶              | ۱۱           | ۰                   | ۲۵                  |
| امین‌آباد           | بخش مرکزی شهرستان نیشابور    | صومعه              | ۲۵۰۰           | ۱۸۰            | ۳۵           | ۱۰                  | ۲۵                  |
| امین‌آباد           | بخش سرولایت شهرستان نیشابور  | امین‌آباد           | ۱۵۰۰           | ۵۰             | ۲۵           | ۱۵                  | ۳۰                  |
| امین‌آباد           | بخش سرولایت شهرستان نیشابور  | امین‌آباد           | ۱۵۰۰           | ۵۰             | ۲۵           | ۱۲                  | ۳۰                  |
| انجیدن             | بخش مرکزی شهرستان نیشابور    | انجیدن             | ۴۰۰۰           | ۳۰۰            | ۲۰           | ۸                   | ۱۰                  |
| اندرقی             | بخش سرولایت شهرستان نیشابور  | بجنو علیا          | ۴۰۰            | ۱۰             | ۸            | ۱۲                  | ۲۰                  |
| انچگان             | بخش سرولایت شهرستان نیشابور  | انچگان             | ۷۰۰            | ۲۵             | ۸            | ۱۰                  | ۳۰                  |
| اهوان              | بخش زبرخان شهرستان نیشابور   | اهوان              | ۴۰۰۰           | ۲۰             | ۲۵           | ۲۰                  | ۸۰                  |
| اوزلوق             | بخش سرولایت شهرستان نیشابور  | طالبی              | ۴۵۰            | ۱۰             | ۱۰           | ۱                   | ۲                   |
| اکبرآباد           | بخش زبرخان شهرستان نیشابور   | خرو سفلی           | ۲۰۰۰           | ۸۰             | ۴۰           | ۲۵                  | ۴۰                  |
| اکبرآباد           | بخش سرولایت شهرستان نیشابور  | نصیرآباد           | ۲۰۰۰           | ۱۰۰            | ۲۵           | ۳۰                  | ۸۰                  |
| باباخوجه           | بخش سرولایت شهرستان نیشابور  | سیدآباد            | ۳۰۰            | ۱۰             | ۱۵           | ۲                   | ۳                   |
| باباقلی            | بخش سرولایت شهرستان نیشابور  | سرچاه              | ۴۰۰            | ۱۲             | ۱۱           | ۲                   | ۲                   |
| بابوک              | بخش سرولایت شهرستان نیشابور  | تلی                | ۵۰۰            | ۱۸             | ۱۰           | ۳                   | ۴                   |
| باریک آب           | بخش سرولایت شهرستان نیشابور  | گاوکش              | ۱۰۰۰           | ۳۰             | ۱۵           | ۳                   | ۵                   |
| بازحیدر            | بخش زبرخان شهرستان نیشابور   | بازحیدر            | ۵۰۰            | ۸              | ۱۰           | ۱۵                  | ۳۰                  |
| بازه سیب           | بخش زبرخان شهرستان نیشابور   | حصار               | ۹۰۰            | ۳۰             | ۱۵           | ۱۰                  | ۱۵                  |
| بازه نی            | بخش زبرخان شهرستان نیشابور   | قلعه وزیر          | ۶۰۰            | ۲۰             | ۱۷           | ۱۵                  | ۳۰                  |
| بازه کلان          | بخش زبرخان شهرستان نیشابور   | قره بیگ            | ۳۰۰            | ۸              | ۱۵           | ۴                   | ۶                   |
| بازه گز            | بخش زبرخان شهرستان نیشابور   | حصار               | ۶۰۰            | ۲۰             | ۸            | ۸                   | ۱۵                  |
| باسری              | بخش سرولایت شهرستان نیشابور  | چهارگوشلی          | ۳۰۰            | ۱۰             | ۱۲           | ۲                   | ۳                   |
| باغشن              | بخش مرکزی شهرستان نیشابور    | باغشن گچ           | ۲۵۰۰           | ۲۰۰            | ۳۵           | ۳۵                  | ۵۰                  |
| بالا ده            | بخش زبرخان شهرستان نیشابور   | خرو علیا           | ۳۰۰۰           | ۱۰۰            | ۳۰           | ۵۰                  | ۲۰۰                 |
| بجندلی             | بخش مرکزی شهرستان نیشابور    | عبیرآباد           | ۲۰۰۰           | ۸۰             | ۱۸           | ۸                   | ۲۰                  |
| بدیع‌آباد           | بخش مرکزی شهرستان نیشابور    | بدیع‌آباد           | ۹۰۰۰           | ۳۰۰            | ۴۵           | ۱۲                  | ۱۵                  |
| بربقوز             | بخش سرولایت شهرستان نیشابور  | دزق                | ۴۰۰            | ۱۵             | ۳۰           | ۵                   | ۱۰                  |
| برزتو              | بخش سرولایت شهرستان نیشابور  | برزنون             | ۳۰۰            | ۱۵             | ۱۵           | ۷                   | ۱۵                  |
| برف ریز سفلی       | بخش مرکزی شهرستان نیشابور    | برف ریز            | ۱۵۰            | ۶              | ۸            | ۶                   | ۲۰                  |
| برف ریز علیا       | بخش مرکزی شهرستان نیشابور    | برف ریز            | ۲۵۰            | ۱۰             | ۱۲           | ۱۰                  | ۲۰                  |
| برکوه سفلی         | بخش زبرخان شهرستان نیشابور   | پوست فروشان        | ۲۵۰۰           | ۷۰             | ۸۰           | ۵۰                  | ۱۰۰                 |
| برگ هی             | بخش سرولایت شهرستان نیشابور  | برگشاهی            | ۱۰۰۰           | ۳۵             | ۲۵           | ۸                   | ۲۰                  |
| بشرآباد            | بخش مرکزی شهرستان نیشابور    | بشرآباد            | ۱۵۰۰           | ۸۰             | ۱۲           | ۱۲                  | ۳۰                  |
| بشکن               | بخش سرولایت شهرستان نیشابور  | بشکن               | ۲۰۰۰           | ۸۰             | ۶            | ۳                   | ۵                   |
| بشکن               | بخش سرولایت شهرستان نیشابور  | بشکن               | ۵۰۰            | ۱۰             | ۵            | ۱                   | ۵                   |
| بنی گز             | بخش سرولایت شهرستان نیشابور  | سیدآباد            | ۷۰۰            | ۳۰             | ۱۲           | ۰                   | ۲۰                  |
| بوجخک              | بخش مرکزی شهرستان نیشابور    | بوجخک              | ۶۰۰۰           | ۱۵۰            | ۴۵           | ۲                   | ۳                   |
| بوقو               | بخش زبرخان شهرستان نیشابور   | حصار               | ۵۰۰            | ۲۰             | ۱۰           | ۸                   | ۱۰                  |
| بوقی               | بخش زبرخان شهرستان نیشابور   | چناران             | ۲۰۰۰           | ۸۰             | ۵۰           | ۵                   | ۱۰                  |
| بوژاباد            | بخش مرکزی شهرستان نیشابور    | بوژاباد            | ۲۵۰۰           | ۱۰۰            | ۲۰           | ۸                   | ۱۵                  |
| بیدخان             | بخش سرولایت شهرستان نیشابور  | بیدخان             | ۳۰۰            | ۱۲             | ۲۰           | ۲۵                  | ۴۰                  |
| تاخک               | بخش مرکزی شهرستان نیشابور    | تاخک               | ۵۰۰۰           | ۲۵۰            | ۳۰           | ۱۵                  | ۳۰                  |
| تبریزآباد          | بخش سرولایت شهرستان نیشابور  | خواجه‌آباد          | ۵۰۰            | ۱۲             | ۷            | ۳                   | ۵                   |
| تحت منتظر          | بخش مرکزی شهرستان نیشابور    | تحت منتظر          | ۲۰۰۰           | ۷۰             | ۱۷           | ۲۵                  | ۵۰                  |
| تخار               | بخش میان‌جلگه شهرستان نیشابور | کلاته تخار         | ۵۰۰            | ۲۵             | ۱۰           | ۶                   | ۱۰                  |
| ترخا               | بخش سرولایت شهرستان نیشابور  | دزق                | ۲۵۰            | ۶              | ۸            | ۲                   | ۴                   |
| ترشک               | بخش سرولایت شهرستان نیشابور  | قرونه              | ۱۰۰۰           | ۳۰             | ۱۰           | ۱۰                  | ۲۰                  |
| تلخ زنج            | بخش زبرخان شهرستان نیشابور   | قدمگاه             | ۱۰۰۰           | ۴۵             | ۳۵           | ۱۰                  | ۲۰                  |
| تلخ شور            | بخش زبرخان شهرستان نیشابور   | قدمگاه             | ۵۰۰            | ۲۰             | ۳۰           | ۵                   | ۱۰                  |
| تلخ چه             | بخش مرکزی شهرستان نیشابور    | برف ریز            | ۲۰۰            | ۱۰             | ۸            | ۸                   | ۲۰                  |
| تلی                | بخش سرولایت شهرستان نیشابور  | تلی                | ۵۰۰            | ۸              | ۲۰           | ۶                   | ۱۲                  |
| تمنگان             | بخش سرولایت شهرستان نیشابور  | کلاته حاجی         | ۱۰۰۰           | ۳۰             | ۱۲           | ۱۲                  | ۲۵                  |
| ته دره             | بخش سرولایت شهرستان نیشابور  | برزنون             | ۱۵۰            | ۱۲             | ۱۵           | ۲                   | ۲                   |
| توشتعال            | بخش سرولایت شهرستان نیشابور  | ماروسک             | ۴۰۰            | ۱۰             | ۱۰           | ۵                   | ۶                   |
| تک چنار            | بخش سرولایت شهرستان نیشابور  | پیرشهباز           | ۱۰۰            | ۳              | ۸            | ۲                   | ۲                   |
| تیجان              | بخش سرولایت شهرستان نیشابور  | تیجان              | ۳۰۰۰           | ۹۰             | ۳۰           | ۲۵                  | ۴۵                  |
| تیران              | بخش سرولایت شهرستان نیشابور  | تیران              | ۱۳۰۰           | ۴۰             | ۱۸           | ۲۰                  | ۵۰                  |
| جعفرآباد           | بخش مرکزی شهرستان نیشابور    | جعفرآباد           | ۳۰۰            | ۷              | ۲۵           | ۵                   | ۸                   |
| جعفرآباد           | بخش مرکزی شهرستان نیشابور    | جعفرآباد           | ۶۰۰            | ۱۵۰            | ۴۰           | ۳۰                  | ۵۰                  |
| جفت دره            | بخش سرولایت شهرستان نیشابور  | آق قایه            | ۲۰۰            | ۱۰             | ۱۰           | ۳                   | ۵                   |
| جلو دره            | بخش سرولایت شهرستان نیشابور  | آق قایه            | ۳۰۰            | ۶              | ۵            | ۲                   | ۳                   |
| جلگه زاوه          | بخش زبرخان شهرستان نیشابور   | جلگه زاوه          | ۸۰۰۰           | ۲۰۰            | ۱۰۰          | ۴۵                  | ۱۲۰                 |
| جنت‌آباد            | بخش سرولایت شهرستان نیشابور  | کلاته اسداجان      | ۸۰۰            | ۱۶             | ۱۲           | ۳                   | ۵                   |
| جنداب              | بخش میان‌جلگه شهرستان نیشابور | جنداب              | ۱۰۰۰           | ۳۰             | ۹            | ۶                   | ۷                   |
| جندلی              | بخش سرولایت شهرستان نیشابور  | نوسرا              | ۱۵۰۰           | ۶۰             | ۱۵           | ۱۵                  | ۵۰                  |
| جوی کاریز          | بخش زبرخان شهرستان نیشابور   | درود               | ۱۰۰۰           | ۳۵             | ۸۰           | ۲۵                  | ۵۰                  |
| جیران              | بخش مرکزی شهرستان نیشابور    | جیلو               | ۴۰۰۰           | ۱۸۰            | ۴۰           | ۸                   | ۱۵                  |
| حاج بابا           | بخش زبرخان شهرستان نیشابور   | گرینه              | ۱۵۰۰           | ۵۰             | ۳۰           | ۰                   | ۴۰                  |
| حاج ربابه          | بخش زبرخان شهرستان نیشابور   | گرینه              | ۱۰۰۰           | ۳۰             | ۱۷           | ۵                   | ۱۰                  |
| حاج غلامرضا        | بخش میان‌جلگه شهرستان نیشابور | کلاته حاج غلامرضا  | ۵۰۰            | ۱۵             | ۱۰           | ۵                   | ۶                   |
| حاجی‌آباد           | بخش سرولایت شهرستان نیشابور  | حاجی‌آباد           | ۲۰۰۰           | ۷۰             | ۲۵           | ۸                   | ۱۵                  |
| حاجی‌آباد           | بخش زبرخان شهرستان نیشابور   | حاجی‌آباد           | ۲۰۰۰           | ۰              | ۹۰           | ۳۵                  | ۱۵۰                 |
| حاجی‌آباد           | بخش میان‌جلگه شهرستان نیشابور | حسن‌آباد            | ۵۰۰            | ۲۰             | ۲۰           | ۲۰                  | ۳۵                  |
| حریم‌آباد           | بخش زبرخان شهرستان نیشابور   | حریم‌آباد           | ۲۰۰۰           | ۶۰             | ۵۵           | ۲۵                  | ۵۰                  |
| حسن آقا            | بخش سرولایت شهرستان نیشابور  | حاجی‌آباد           | ۱۵۰            | ۴              | ۵            | ۰                   | ۱۵                  |
| حسن‌آباد            | بخش میان‌جلگه شهرستان نیشابور | حسن‌آباد            | ۱۰۰۰           | ۴۰             | ۱۰           | ۱۲                  | ۲۰                  |
| حسن‌آباد            | بخش زبرخان شهرستان نیشابور   | حصار               | ۳۰۰            | ۱۰             | ۱۰           | ۴                   | ۵                   |
| حسن‌آباد            | بخش زبرخان شهرستان نیشابور   | قلعه وزیر          | ۶۰۰            | ۲۰             | ۱۰           | ۲                   | ۸                   |
| حسن‌آباد            | بخش سرولایت شهرستان نیشابور  | کوه سخت            | ۲۵۰            | ۶              | ۵            | ۳                   | ۵                   |
| حسن‌آباد            | بخش سرولایت شهرستان نیشابور  | حسن‌آباد            | ۲۰۰۰           | ۱۰۰            | ۱۵           | ۲۰                  | ۳۰                  |
| حسن‌آباد            | بخش سرولایت شهرستان نیشابور  | سرچاه              | ۵۰۰            | ۱۸             | ۱۵           | ۱۰                  | ۲۰                  |
| حسین‌آباد           | بخش میان‌جلگه شهرستان نیشابور | حسین‌آباد           | ۲۰۰۰           | ۶۰             | ۲۰           | ۱۵                  | ۴۰                  |
| حسین‌آباد           | بخش سرولایت شهرستان نیشابور  | کران               | ۲۰۰۰           | ۱۰۰            | ۲۰           | ۴۵                  | ۱۲۰                 |
| حسین‌آباد           | بخش سرولایت شهرستان نیشابور  | کلاته میدان        | ۱۵۰۰           | ۸۰             | ۲۸           | ۱۲                  | ۳۰                  |
| حسین‌آباد           | بخش زبرخان شهرستان نیشابور   | حسین‌آباد           | ۵۰۰            | ۳۰             | ۵            | ۴                   | ۷                   |
| حسین‌آباد           | بخش سرولایت شهرستان نیشابور  | ماروسک             | ۱۶۰۰           | ۷۰             | ۱۵           | ۱۰                  | ۲۰                  |
| حسین‌آباد           | بخش میان‌جلگه شهرستان نیشابور | جنداب              | ۲۰۰۰           | ۳۳             | ۱۵           | ۰                   | ۴۰                  |
| حصار               | بخش زبرخان شهرستان نیشابور   | حصار               | ۵۰۰            | ۲۰             | ۱۰           | ۸                   | ۱۰                  |
| حمیدآباد           | بخش مرکزی شهرستان نیشابور    | حمیدآباد           | ۲۰۰۰           | ۸۰             | ۳۵           | ۱۵                  | ۳۰                  |
| حودی               | بخش سرولایت شهرستان نیشابور  | دزق                | ۱۵۰            | ۳              | ۱۲           | ۲                   | ۵                   |
| حوض پائین ده       | بخش سرولایت شهرستان نیشابور  | دزق                | ۲۰۰            | ۵              | ۱۰           | ۳                   | ۵                   |
| حیدرقاق            | بخش سرولایت شهرستان نیشابور  | سیدآباد            | ۱۰۰۰           | ۳۵             | ۱۲           | ۰                   | ۲۰                  |
| خانه سفید          | بخش زبرخان شهرستان نیشابور   | خرو علیا           | ۳۰۰            | ۸              | ۱۰           | ۴                   | ۵                   |
| خانی               | بخش سرولایت شهرستان نیشابور  | ماروسک             | ۱۰۰۰           | ۳۰             | ۱۲           | ۰                   | ۲۰                  |
| خانیاور            | بخش سرولایت شهرستان نیشابور  | فاضل‌آباد           | ۱۰۰۰           | ۴۰             | ۱۰           | ۵                   | ۱۰                  |
| خرمبک              | بخش زبرخان شهرستان نیشابور   | کلاته خرمبک        | ۱۰۰۰           | ۱۶             | ۳۰           | ۱۲                  | ۲۵                  |
| خرم‌آباد            | بخش سرولایت شهرستان نیشابور  | خرم‌آباد            | ۳۰۰۰           | ۱۵۰            | ۱۵           | ۲۰                  | ۳۰                  |
| خرم‌آباد            | بخش سرولایت شهرستان نیشابور  | چهارگوشلی          | ۳۰۰            | ۱۰             | ۶            | ۳                   | ۵                   |
| خواجه حسن          | بخش سرولایت شهرستان نیشابور  | قزل قلعه           | ۸۰۰            | ۲۰             | ۱۸           | ۶                   | ۱۳                  |
| خواجه حسن          | بخش سرولایت شهرستان نیشابور  | گاوکش              | ۷۰۰            | ۲۰             | ۱۳           | ۲                   | ۵                   |
| خواجه‌آباد          | بخش سرولایت شهرستان نیشابور  | برزنون             | ۱۲۰۰           | ۳۰             | ۳۰           | ۱۰                  | ۲۰                  |
| خوجان              | بخش مرکزی شهرستان نیشابور    | خوجان              | ۷۰۰۰           | ۲۰۰            | ۴۰           | ۸۰                  | ۲۰                  |
| خوشلاق             | بخش سرولایت شهرستان نیشابور  | قزل قلعه           | ۱۰۰۰           | ۳۰             | ۱۲           | ۶                   | ۱۲                  |
| خونشا              | بخش مرکزی شهرستان نیشابور    | خونشا              | ۹۰۰۰           | ۳۰۰            | ۳۵           | ۱۰                  | ۱۸                  |
| خیرآباد            | بخش سرولایت شهرستان نیشابور  | خیرآباد            | ۷۰۰            | ۱۸             | ۱۶           | ۳                   | ۵                   |
| خیرجه              | بخش سرولایت شهرستان نیشابور  | ماروسک             | ۴۵۰            | ۱۴             | ۱۰           | ۰                   | ۲۵                  |
| داراب پائین        | بخش زبرخان شهرستان نیشابور   | بوژ مهران          | ۵۰۰            | ۳۰             | ۱۰           | ۱۵                  | ۳۰                  |
| دارالسلام          | بخش مرکزی شهرستان نیشابور    | دارالسلام          | ۱۰۰۰           | ۵۰             | ۵۰           | ۸                   | ۱۵                  |
| داروغه             | بخش زبرخان شهرستان نیشابور   | چناران             | ۵۰۰            | ۲۰             | ۲۰           | ۲۰                  | ۵۰                  |
| داس                | بخش زبرخان شهرستان نیشابور   | داس                | ۴۰۰            | ۱۵             | ۱۰           | ۴۰                  | ۱۰۰                 |
| داس سفلی           | بخش زبرخان شهرستان نیشابور   | داس                | ۵۰۰            | ۲۵             | ۱۰           | ۸                   | ۲۰                  |
| دافی               | بخش سرولایت شهرستان نیشابور  | دافی               | ۱۰۰۰           | ۴۰             | ۱۵           | ۲۵                  | ۴۰                  |
| دانه               | بخش زبرخان شهرستان نیشابور   | دانه کاشفیه        | ۲۵۰۰           | ۸۰             | ۶۵           | ۱۵                  | ۳۰                  |
| دخشه               | بخش سرولایت شهرستان نیشابور  | زیگ                | ۱۰۰            | ۳              | ۴            | ۲                   | ۳                   |
| دربهشت             | بخش مرکزی شهرستان نیشابور    | دربهشت             | ۱۵۰۰           | ۷۰             | ۴۵           | ۲۵                  | ۴۰                  |
| درخت بید           | بخش سرولایت شهرستان نیشابور  | کلاته محمدجان      | ۶۰۰            | ۳۰             | ۱۲           | ۱۰                  | ۲۰                  |
| درخت سنجد          | بخش زبرخان شهرستان نیشابور   | دیزباد             | ۸۰۰            | ۲۰             | ۱۰           | ۲۰                  | ۳۵                  |
| دروبخت             | بخش زبرخان شهرستان نیشابور   | دانه کاشفیه        | ۲۵۰۰           | ۸۰             | ۶۰           | ۲۵                  | ۴۰                  |
| درودگران           | بخش سرولایت شهرستان نیشابور  | قزل قلعه           | ۴۵۰            | ۱۲             | ۱۰           | ۱۰                  | ۳۰                  |
| درویش علی مقر      | بخش سرولایت شهرستان نیشابور  | گاوکش              | ۱۴۰۰           | ۴۵             | ۳۲           | ۱۵                  | ۲۵                  |
| دریاره             | بخش سرولایت شهرستان نیشابور  | برزنون             | ۱۵۰۰           | ۳۰             | ۳۰           | ۱۲                  | ۲۰                  |
| دریزدان            | بخش زبرخان شهرستان نیشابور   | سخدر               | ۳۰۰۰           | ۹۰             | ۷۵           | ۷۵                  | ۲۰۰                 |
| دزخانه             | بخش سرولایت شهرستان نیشابور  | سیدآباد            | ۱۰۰۰           | ۳۰             | ۱۵           | ۰                   | ۱۵                  |
| دزق                | بخش سرولایت شهرستان نیشابور  | دزق                | ۳۰۰            | ۱۲             | ۱۵           | ۱۵                  | ۴                   |
| دستگردان           | بخش مرکزی شهرستان نیشابور    | دستگردان           | ۴۰۰۰           | ۲۰۰            | ۲۵           | ۷                   | ۱۰                  |
| دشت                | بخش مرکزی شهرستان نیشابور    | دشت                | ۲۰۰۰           | ۸۰             | ۳۵           | ۳                   | ۰                   |
| ده حاجی            | بخش زبرخان شهرستان نیشابور   | حسین‌آباد           | ۳۰۰            | ۱۵             | ۲۰           | ۱۰                  | ۲۰                  |
| ده حسینی           | بخش میان‌جلگه شهرستان نیشابور | ده حسینی           | ۵۰۰            | ۱۰             | ۶            | ۳                   | ۰                   |
| ده زمان            | بخش زبرخان شهرستان نیشابور   | چشمه خسرو          | ۱۰۰۰           | ۴۰             | ۱۲           | ۵                   | ۱۰                  |
| ده سنگ             | بخش مرکزی شهرستان نیشابور    | ده سنگ             | ۴۰۰۰           | ۱۵۰            | ۳۵           | ۱۵                  | ۳۰                  |
| ده پشت             | بخش میان‌جلگه شهرستان نیشابور | پاباز              | ۸۰۰            | ۳۰             | ۲۰           | ۱۲                  | ۳۰                  |
| دهرآباد            | بخش سرولایت شهرستان نیشابور  | برزنون             | ۵۰۰            | ۱۴             | ۱۵           | ۸                   | ۲۰                  |
| دهن دوابی          | بخش زبرخان شهرستان نیشابور   | گرینه              | ۳۰۰            | ۱۰             | ۷            | ۶                   | ۱۲                  |
| دهن دوابی چپ       | بخش زبرخان شهرستان نیشابور   | گرینه              | ۳۰۰            | ۱۰             | ۷            | ۷                   | ۱۵                  |
| دهنه جنداب         | بخش میان‌جلگه شهرستان نیشابور | جنداب              | ۲۰۰۰           | ۱۳۰            | ۳۰           | ۱۵                  | ۲۴                  |
| دهنو               | بخش میان‌جلگه شهرستان نیشابور | دهنو               | ۳۰۰۰           | ۷۰             | ۳۰           | ۱۲                  | ۲۰                  |
| دهنو               | بخش زبرخان شهرستان نیشابور   | علی‌آباد            | ۱۰۰۰           | ۵۰             | ۱۲           | ۳۵                  | ۶۵                  |
| دونخی              | بخش سرولایت شهرستان نیشابور  | چهارگوشلی          | ۵۰۰            | ۱۵             | ۱۵           | ۳                   | ۴                   |
| دین دره            | بخش سرولایت شهرستان نیشابور  | تیجان              | ۹۰۰            | ۱۷             | ۱۵           | ۱۰                  | ۲۵                  |
| ذمه                | بخش میان‌جلگه شهرستان نیشابور | ذمه                | ۲۰۰۰           | ۱۰۰            | ۳۰           | ۱۲                  | ۲۰                  |
| ربیق               | بخش سرولایت شهرستان نیشابور  | برزنون             | ۱۰۰۰           | ۵۰             | ۱۲           | ۳                   | ۴                   |
| رحیم‌آباد           | بخش زبرخان شهرستان نیشابور   | خسرو               | ۱۲۰۰           | ۴۵             | ۴۵           | ۳۵                  | ۸۰                  |
| رحیم‌آباد           | بخش مرکزی شهرستان نیشابور    | رحیم‌آباد           | ۴۰۰۰           | ۲۰۰            | ۲۵           | ۱۰                  | ۱۵                  |
| رستم‌آباد           | بخش سرولایت شهرستان نیشابور  | خواجه‌آباد          | ۱۲۰۰           | ۳۵             | ۱۵           | ۱۰                  | ۲۰                  |
| رضااباد            | بخش سرولایت شهرستان نیشابور  | زرنده              | ۱۰۰۰           | ۳۰             | ۲۰           | ۱۰                  | ۲۰                  |
| رمچین سفلی         | بخش سرولایت شهرستان نیشابور  | آق قایه            | ۷۰۰            | ۲۰             | ۱۳           | ۵                   | ۱۰                  |
| رمچین علیا         | بخش سرولایت شهرستان نیشابور  | آق قایه            | ۴۰۰            | ۱۳             | ۱۵           | ۶                   | ۱۲                  |
| روتخت              | بخش زبرخان شهرستان نیشابور   | خرو علیا           | ۳۰۰۰           | ۱۰۰            | ۲۵           | ۷۰                  | ۲۰۰                 |
| روح‌آباد            | بخش مرکزی شهرستان نیشابور    | روح‌آباد            | ۵۰۰۰           | ۲۰۰            | ۳۰           | ۱۵                  | ۴۰                  |
| روستا              | بخش سرولایت شهرستان نیشابور  | دزق                | ۱۰۰            | ۵              | ۱۲           | ۱                   | ۰                   |
| روغن‌آباد           | بخش زبرخان شهرستان نیشابور   | باغشن              | ۴۰۰۰           | ۱۸۰            | ۷۰           | ۴۰                  | ۱۵۰                 |
| رژنه               | بخش زبرخان شهرستان نیشابور   | خسرو               | ۱۰۰            | ۳              | ۵            | ۵                   | ۱۰                  |
| ریزآب              | بخش میان‌جلگه شهرستان نیشابور | ریزآب              | ۲۵۰            | ۱۰             | ۵            | ۴                   | ۵                   |
| ریزدره             | بخش سرولایت شهرستان نیشابور  | برزنون             | ۶۰۰            | ۲۰             | ۲۷           | ۸                   | ۲۰                  |
| زغال کمن           | بخش سرولایت شهرستان نیشابور  | سیدآباد            | ۷۰۰            | ۲۰             | ۱۲           | ۳                   | ۵                   |
| زلفی               | بخش زبرخان شهرستان نیشابور   | خرو سفلی           | ۱۵۰۰           | ۵۰             | ۳۰           | ۲۰                  | ۴۰                  |
| زهاب               | بخش سرولایت شهرستان نیشابور  | کارجی              | ۱۲۰۰           | ۵۰             | ۱۴           | ۲۵                  | ۴۵                  |
| زهاب               | بخش سرولایت شهرستان نیشابور  | برگشاهی            | ۷۰۰            | ۲۵             | ۲۰           | ۴                   | ۱۰                  |
| زیراستانه          | بخش سرولایت شهرستان نیشابور  | زیگ                | ۱۰۰            | ۵              | ۶            | ۲                   | ۲                   |
| زیگ                | بخش سرولایت شهرستان نیشابور  | زیگ                | ۳۶۰            | ۷              | ۵            | ۱۰                  | ۲۰                  |
| ساج                | بخش سرولایت شهرستان نیشابور  | دزق                | ۱۵۰            | ۵              | ۱۰           | ۲                   | ۵                   |
| ساربان چشمه        | بخش سرولایت شهرستان نیشابور  | کوه سخت            | ۲۰۰            | ۷              | ۱۰           | ۱۰                  | ۲۲                  |
| سالاری             | بخش میان‌جلگه شهرستان نیشابور | سالاری             | ۳۵۰۰           | ۳۰۰            | ۴۰           | ۳۰                  | ۴۰                  |
| ساچی               | بخش زبرخان شهرستان نیشابور   | حصار               | ۶۰۰            | ۳۰             | ۱۲           | ۱۰                  | ۱۵                  |
| سربرج              | بخش سرولایت شهرستان نیشابور  | ماروسک             | ۵۰۰            | ۲۰             | ۱۵           | ۱۰                  | ۲۰                  |
| سرخ تار            | بخش سرولایت شهرستان نیشابور  | کلاته علیمراد      | ۵۰۰            | ۱۵             | ۱۱           | ۸                   | ۱۵                  |
| سرخ چشمه           | بخش سرولایت شهرستان نیشابور  | تیران              | ۶۰۰            | ۱۸             | ۱۰           | ۳                   | ۵                   |
| سرصومعه            | بخش مرکزی شهرستان نیشابور    | صومعه              | ۲۰۰۰           | ۱۸۰            | ۳۵           | ۶                   | ۱۵                  |
| سرچاه              | بخش سرولایت شهرستان نیشابور  | سرچاه              | ۸۰۰            | ۲۵             | ۳۰           | ۱۲                  | ۳۰                  |
| سرچاه              | بخش سرولایت شهرستان نیشابور  | سرچاه              | ۲۰۰            | ۶              | ۱۰           | ۵                   | ۱۰                  |
| سرچاه              | بخش سرولایت شهرستان نیشابور  | کلاته شاهین        | ۳۰۰            | ۸              | ۵            | ۴                   | ۱۰                  |
| سرچاه توچک         | بخش سرولایت شهرستان نیشابور  | سرچاه              | ۱۰۰۰           | ۳۵             | ۲۰           | ۱۵                  | ۴۰                  |
| سرکاریز            | بخش سرولایت شهرستان نیشابور  | برزنون             | ۵۰۰            | ۱۵             | ۲۵           | ۴                   | ۸                   |
| سعدآباد            | بخش سرولایت شهرستان نیشابور  | حاجی‌آباد           | ۱۲۰            | ۴              | ۵            | ۲                   | ۳                   |
| سعدی               | بخش سرولایت شهرستان نیشابور  | تیران              | ۸۰۰            | ۲۲             | ۱۲           | ۶                   | ۱۲                  |
| سفلی               | بخش سرولایت شهرستان نیشابور  | آق قایه            | ۲۰۰            | ۱۰             | ۱۰           | ۴                   | ۵                   |
| سلطان علی‌آباد      | بخش زبرخان شهرستان نیشابور   | حصار               | ۳۰۰            | ۱۵             | ۸            | ۶                   | ۱۰                  |
| سلطانی             | بخش سرولایت شهرستان نیشابور  | سلطان میدان        | ۱۲۰۰           | ۴۰             | ۲۰           | ۵                   | ۱۵                  |
| سنگ سیاه           | بخش سرولایت شهرستان نیشابور  | خایسک              | ۳۰۰            | ۱۵             | ۳            | ۰                   | ۱۵                  |
| سوقند              | بخش مرکزی شهرستان نیشابور    | سوقند              | ۸۰۰            | ۲۰             | ۳۰           | ۲۵                  | ۴۰                  |
| سوهان              | بخش سرولایت شهرستان نیشابور  | ماروسک             | ۱۰۰۰           | ۳۵             | ۱۲           | ۱۰                  | ۲۰                  |
| سیدآباد            | بخش سرولایت شهرستان نیشابور  | کلاته اسداجان      | ۵۰۰            | ۲۰             | ۶            | ۹                   | ۱۷                  |
| سیدآباد            | بخش سرولایت شهرستان نیشابور  | سیدآباد            | ۲۰۰۰           | ۶۰             | ۱۲           | ۱۵                  | ۳۰                  |
| سیداقا             | بخش سرولایت شهرستان نیشابور  | بجنو سفلی          | ۳۰۰            | ۱۵             | ۱۰           | ۲                   | ۵                   |
| سیدعلی             | بخش سرولایت شهرستان نیشابور  | برمهان             | ۲۰۰            | ۴              | ۸            | ۰                   | ۲۰                  |
| سیلان کاریز        | بخش سرولایت شهرستان نیشابور  | ینکجه              | ۱۰۰۰           | ۳۰             | ۷            | ۳                   | ۴                   |
| سینه اسب سفلی      | بخش سرولایت شهرستان نیشابور  | تیجان              | ۵۰۰            | ۳۰             | ۲۰           | ۴                   | ۸                   |
| سینه اسب علیا      | بخش سرولایت شهرستان نیشابور  | سینه اسب           | ۱۰۰۰           | ۵۰             | ۲۰           | ۱۵                  | ۳۰                  |
| شاداب              | بخش سرولایت شهرستان نیشابور  | برزنون             | ۶۰۰            | ۳۰             | ۲۵           | ۱۲                  | ۳۰                  |
| شادمهرک            | بخش مرکزی شهرستان نیشابور    | شادمهرک            | ۳۵۰۰           | ۲۲۰            | ۲۰           | ۱۰                  | ۲۰                  |
| شادمیانه           | بخش مرکزی شهرستان نیشابور    | شادمیانه           | ۵۰۰۰           | ۲۰۰            | ۲۵           | ۱۵                  | ۲۵                  |
| شباغان             | بخش سرولایت شهرستان نیشابور  | برزنون             | ۳۰۰۰           | ۱۲۰            | ۷۰           | ۳۰                  | ۵۰                  |
| شتر سنگ            | بخش سرولایت شهرستان نیشابور  | شتر سنگ            | ۵۰۰            | ۲۰             | ۱۰           | ۲۰                  | ۴۵                  |
| شهر کهنه           | بخش میان‌جلگه شهرستان نیشابور | شهر کهنه           | ۷۰۰۰           | ۳۵۰            | ۴۵           | ۲۰                  | ۴۰                  |
| شوراب              | بخش سرولایت شهرستان نیشابور  | دزق                | ۱۵۰            | ۴              | ۱۰           | ۲                   | ۴                   |
| شیخ ابوالحسن       | بخش مرکزی شهرستان نیشابور    | شیخ ابوالحسن       | ۵۰۰            | ۱۰             | ۲۵           | ۸                   | ۱۵۰                 |
| صالح‌آباد           | بخش مرکزی شهرستان نیشابور    | صالح‌آباد           | ۹۰۰۰           | ۳۵۰            | ۴۰           | ۱۰                  | ۱۸                  |
| صفی‌آباد            | بخش مرکزی شهرستان نیشابور    | دارالسلام          | ۱۵۰۰           | ۵۰             | ۲۰           | ۱۰                  | ۲۰                  |
| صومعه              | بخش مرکزی شهرستان نیشابور    | صومعه              | ۳۰۰۰           | ۲۰۰            | ۳۰           | ۱۵                  | ۳۰                  |
| طاقچه سفلی         | بخش سرولایت شهرستان نیشابور  | سیدآباد            | ۳۰۰            | ۱۰             | ۱۰           | ۱۰                  | ۲۰                  |
| طاقچه علیا         | بخش سرولایت شهرستان نیشابور  | سیدآباد            | ۲۵۰            | ۸              | ۸            | ۵                   | ۱۰                  |
| طالبی              | بخش سرولایت شهرستان نیشابور  | زیگ                | ۲۵۰            | ۶              | ۱۰           | ۲                   | ۳                   |
| طبسی               | بخش زبرخان شهرستان نیشابور   | حاجی‌آباد           | ۲۰۰۰           | ۸۰             | ۷۰           | ۴۰                  | ۱۰۰                 |
| عباد               | بخش زبرخان شهرستان نیشابور   | چشمه خسرو          | ۲۰۰            | ۱۰             | ۱۰           | ۵                   | ۱۲                  |
| عباس‌آباد           | بخش زبرخان شهرستان نیشابور   | عباس‌آباد           | ۲۰۰۰           | ۸۰             | ۵۰           | ۲۰                  | ۵۰                  |
| عباس‌آباد           | بخش زبرخان شهرستان نیشابور   | حریم‌آباد           | ۲۰۰۰           | ۶۰             | ۳۵           | ۱۲                  | ۲۰                  |
| عبدا آباد          | بخش میان‌جلگه شهرستان نیشابور | عبدا آباد          | ۴۰۰۰           | ۲۰۰            | ۴۰           | ۰                   | ۸۰                  |
| عبیرآباد           | بخش مرکزی شهرستان نیشابور    | عبیرآباد           | ۶۰۰۰           | ۲۵۰            | ۳۰           | ۳۰                  | ۶۵                  |
| عشق‌آباد            | بخش سرولایت شهرستان نیشابور  | عشق‌آباد            | ۲۰۰            | ۷              | ۳۰           | ۸                   | ۲۵                  |
| عشق‌آباد            | بخش مرکزی شهرستان نیشابور    | عشق‌آباد            | ۸۰۰۰           | ۲۵۰            | ۴۵           | ۲۰                  | ۳۵                  |
| علادی              | بخش سرولایت شهرستان نیشابور  | برزنون             | ۲۰۰۰           | ۶۰             | ۲۵           | ۸                   | ۱۵                  |
| علی نوس            | بخش سرولایت شهرستان نیشابور  | ذزق                | ۲۵۰            | ۵              | ۱۳           | ۱                   | ۲                   |
| علی‌آباد            | بخش مرکزی شهرستان نیشابور    | علی‌آباد            | ۱۰۰۰۰          | ۳۵۰            | ۴۵           | ۱۰                  | ۲۵                  |
| علی‌آباد            | بخش سرولایت شهرستان نیشابور  | زهان               | ۱۰۰۰           | ۳۰             | ۱۶           | ۳                   | ۶                   |
| علی‌آباد            | بخش سرولایت شهرستان نیشابور  | علی‌آباد            | ۱۰۰۰           | ۵۰             | ۲۵           | ۲۵                  | ۴۰                  |
| علی‌آباد            | بخش زبرخان شهرستان نیشابور   | علی‌آباد            | ۱۵۰۰           | ۵۰             | ۳۵           | ۳۰                  | ۶۰                  |
| علی‌آباد            | بخش زبرخان شهرستان نیشابور   | چشمه خسرو          | ۵۰۰            | ۲۰             | ۲۰           | ۸                   | ۱۵                  |
| عنبرستانک          | بخش سرولایت شهرستان نیشابور  | عنبرستانک          | ۲۰۰۰           | ۷۰             | ۲۰           | ۸۰                  | ۷۵                  |
| عنبرکه             | بخش میان‌جلگه شهرستان نیشابور | عنبرکه             | ۲۵۰۰           | ۱۲۰            | ۳۰           | ۲۰                  | ۴۰                  |
| عینک               | بخش میان‌جلگه شهرستان نیشابور | گلبو سفلی          | ۱۲۰            | ۱۲             | ۶            | ۴                   | ۵                   |
| غرقاب              | بخش سرولایت شهرستان نیشابور  | تیران              | ۳۵۰            | ۱۰             | ۱۵           | ۴                   | ۸                   |
| غرقاب              | بخش سرولایت شهرستان نیشابور  | کوه سخت            | ۳۰۰            | ۱۰             | ۱۴           | ۱۵                  | ۳۰                  |
| غوش آقول           | بخش میان‌جلگه شهرستان نیشابور | غوش آقول           | ۴۰۰۰           | ۲۵۰            | ۳۰           | ۱۵                  | ۲۵                  |
| فهنه               | بخش سرولایت شهرستان نیشابور  | فهنه               | ۱۰۰۰           | ۳۵             | ۵            | ۱                   | ۲                   |
| فیض‌آباد            | بخش مرکزی شهرستان نیشابور    | فیض‌آباد            | ۲۰۰۰           | ۱۰۰            | ۲۵           | ۰                   | ۳۰                  |
| فیض‌آباد            | بخش زبرخان شهرستان نیشابور   | قره بیگ            | ۱۰۰۰           | ۱۳             | ۳۰           | ۵                   | ۸                   |
| فیلخانه            | بخش زبرخان شهرستان نیشابور   | اردوغش             | ۳۰۰۰           | ۱۰۰            | ۳۵           | ۳۰                  | ۶۰                  |
| قاره چشمه          | بخش سرولایت شهرستان نیشابور  | آق قایه            | ۲۰۰            | ۱۵             | ۱۵           | ۳                   | ۶                   |
| قاسم کور           | بخش سرولایت شهرستان نیشابور  | آق قایه            | ۲۰۰            | ۶              | ۵            | ۲                   | ۳                   |
| قاسمی              | بخش میان‌جلگه شهرستان نیشابور | جنداب              | ۶۰۰            | ۱۱             | ۵            | ۴                   | ۴                   |
| قاسم‌آباد           | بخش سرولایت شهرستان نیشابور  | سرچاه              | ۴۰۰            | ۱۰             | ۱۲           | ۶                   | ۱۵                  |
| قاسم‌آباد           | بخش سرولایت شهرستان نیشابور  | برزنون             | ۲۰۰            | ۱۰             | ۲۵           | ۷                   | ۱۵                  |
| قاسم‌آباد           | بخش میان‌جلگه شهرستان نیشابور | قاسم‌آباد دهنه      | ۶۰۰۰           | ۳۰۰            | ۳۵           | ۲۵                  | ۸۰                  |
| قدرت‌آباد           | بخش زبرخان شهرستان نیشابور   | قدرت‌آباد           | ۱۰۰۰           | ۵۰             | ۲۰           | ۱۰                  | ۲۰                  |
| قدرت‌آباد           | بخش زبرخان شهرستان نیشابور   | درود               | ۵۰۰            | ۲۲             | ۲۵           | ۱۰                  | ۲۵                  |
| قراگزل             | بخش سرولایت شهرستان نیشابور  | کلاته میدان        | ۲۵۰            | ۱۰             | ۱۰           | ۱۰                  | ۳۰                  |
| قرقاب              | بخش زبرخان شهرستان نیشابور   | دیزباد             | ۶۰۰            | ۳۰             | ۶            | ۱۵                  | ۳۰                  |
| قره استخر          | بخش سرولایت شهرستان نیشابور  | زیگ                | ۳۰۰            | ۶              | ۵            | ۱                   | ۱                   |
| قره بیگ            | بخش زبرخان شهرستان نیشابور   | قره بیگ            | ۱۵۰۰           | ۲۳             | ۴۰           | ۱۰                  | ۱۲                  |
| قره داش            | بخش زبرخان شهرستان نیشابور   | قره داش            | ۲۰۰۰           | ۷۰             | ۶۵           | ۳۵                  | ۲۰۰                 |
| قره داش            | بخش زبرخان شهرستان نیشابور   | بازحیدر            | ۳۰۰            | ۶              | ۱۰           | ۱۲                  | ۳۰                  |
| قره داش            | بخش سرولایت شهرستان نیشابور  | کوه سخت            | ۱۲۰            | ۴              | ۱۰           | ۰                   | ۲۰                  |
| قره سماخ           | بخش سرولایت شهرستان نیشابور  | فاضل‌آباد           | ۱۲۰۰           | ۶۰             | ۱۰           | ۴                   | ۸                   |
| قره قوچی           | بخش سرولایت شهرستان نیشابور  | زرنده              | ۱۲۰۰           | ۳۵             | ۷            | ۱                   | ۲                   |
| قره گل             | بخش سرولایت شهرستان نیشابور  | قره گل             | ۲۵۰۰           | ۸۰             | ۲۰           | ۲۵                  | ۵۰                  |
| قزل دره            | بخش سرولایت شهرستان نیشابور  | آق قایه            | ۱۵۰            | ۷              | ۱۰           | ۲                   | ۵                   |
| قلعه               | بخش سرولایت شهرستان نیشابور  | حاجی‌آباد           | ۱۰۰            | ۳              | ۸            | ۰                   | ۲۵                  |
| قلعه سرخ           | بخش سرولایت شهرستان نیشابور  | سیدآباد            | ۴۰۰            | ۱۰             | ۱۵           | ۰                   | ۲۰                  |
| قلعه شیشه          | بخش میان‌جلگه شهرستان نیشابور | قلعه شیشه          | ۶۰۰۰           | ۲۸۰            | ۳۰           | ۲۵                  | ۴۵                  |
| قلقلی              | بخش زبرخان شهرستان نیشابور   | باغشن              | ۳۵۰۰           | ۸۰             | ۶۰           | ۴۰                  | ۱۲۰                 |
| قلمی               | بخش مرکزی شهرستان نیشابور    | اردگاه رجایی       | ۱۲۰۰           | ۵۰             | ۳۰           | ۱۵                  | ۲۵                  |
| قلندرآباد          | بخش سرولایت شهرستان نیشابور  | سیدآباد            | ۱۰۰۰           | ۳۰             | ۱۵           | ۰                   | ۲۵                  |
| قنات سبرو          | بخش زبرخان شهرستان نیشابور   | قلعه وزیر          | ۱۵۰۰           | ۷۰             | ۷            | ۸                   | ۲۰                  |
| قوجقربالا          | بخش زبرخان شهرستان نیشابور   | دیزباد             | ۵۰۰            | ۱۵             | ۸            | ۸                   | ۱۵                  |
| قوجقرپائین         | بخش زبرخان شهرستان نیشابور   | دیزباد             | ۳۰۰            | ۱۰             | ۱۲           | ۱۰                  | ۲۰                  |
| قوش چشمه           | بخش سرولایت شهرستان نیشابور  | آق قایه            | ۲۰۰            | ۷              | ۵            | ۲                   | ۳                   |
| قوله نی            | بخش میان‌جلگه شهرستان نیشابور | قوله نی            | ۵۰۰            | ۱۲             | ۱۰           | ۶                   | ۱۰                  |
| قوچ چشمه           | بخش سرولایت شهرستان نیشابور  | کلاته علیمراد      | ۳۰۰            | ۸              | ۱۰           | ۴                   | ۱۰                  |
| لار                | بخش سرولایت شهرستان نیشابور  | کلاته علیمراد      | ۱۰۰۰           | ۳۰             | ۲۰           | ۱۰                  | ۲۰                  |
| لاغراب             | بخش سرولایت شهرستان نیشابور  | کلاته شاهین        | ۵۰۰            | ۲۰             | ۵            | ۱۰                  | ۳۰                  |
| لورسفلی            | بخش سرولایت شهرستان نیشابور  | دزق                | ۱۵۰            | ۳              | ۸            | ۲                   | ۴                   |
| لویدانی            | بخش زبرخان شهرستان نیشابور   | لویدانی            | ۱۵۰۰           | ۴۰             | ۱۲           | ۸                   | ۲۰                  |
| ماروس              | بخش میان‌جلگه شهرستان نیشابور | ماروس              | ۸۰۰            | ۱۵             | ۱۰           | ۴                   | ۰                   |
| مازول              | بخش مرکزی شهرستان نیشابور    | صومعه              | ۲۰۰۰           | ۱۸۰            | ۳۰           | ۸                   | ۲۰                  |
| مجدآباد            | بخش زبرخان شهرستان نیشابور   | مجدآباد            | ۱۵۰۰           | ۴۵             | ۴۰           | ۳۵                  | ۸۰                  |
| محبت               | بخش میان‌جلگه شهرستان نیشابور | جنداب              | ۱۰۰۰           | ۲۵             | ۹            | ۶                   | ۷                   |
| محمدآباد           | بخش زبرخان شهرستان نیشابور   | اسحاق‌آباد          | ۸۰۰۰           | ۱۸۰            | ۹۰           | ۵                   | ۱۵                  |
| محمدآباد           | بخش زبرخان شهرستان نیشابور   | خرو علیا           | ۱۵۰۰           | ۷۰             | ۲۰           | ۶۰                  | ۲۰۰                 |
| محمدآباد           | بخش مرکزی شهرستان نیشابور    | محمدآباد           | ۹۰۰۰           | ۲۵۰            | ۴۰           | ۱۰                  | ۲۰                  |
| محمدجانی           | بخش سرولایت شهرستان نیشابور  | کلاته محمدجان      | ۳۰۰            | ۱۵             | ۵            | ۲۵                  | ۱۰                  |
| محیط‌آباد           | بخش مرکزی شهرستان نیشابور    | محیط‌آباد           | ۴۵۰۰           | ۱۵۰            | ۲۵           | ۱۰                  | ۲۰                  |
| مزن دیز            | بخش سرولایت شهرستان نیشابور  | قزل قلعه           | ۳۰۰            | ۱۰             | ۵            | ۳                   | ۷                   |
| مسجد               | بخش سرولایت شهرستان نیشابور  | چکنه سفلی          | ۸۰۰            | ۲۴             | ۵            | ۵                   | ۱۰                  |
| مسلم‌آباد           | بخش مرکزی شهرستان نیشابور    | مسلم‌آباد           | ۹۰۰۰           | ۴۰۰            | ۴۰           | ۶                   | ۱۰                  |
| مسکان              | بخش زبرخان شهرستان نیشابور   | پوست فروشان        | ۱۰۰۰           | ۷۰             | ۸۰           | ۲۰                  | ۵۰                  |
| مسک‌آباد            | بخش میان‌جلگه شهرستان نیشابور | مسک‌آباد            | ۶۰۰۰           | ۲۰۰            | ۶۰           | ۱۰                  | ۱۶                  |
| مشایخ              | بخش مرکزی شهرستان نیشابور    | مشایخ              | ۴۰۰۰           | ۱۵۰            | ۴۵           | ۰                   | ۱۰۰                 |
| مصنوع‌آباد          | بخش سرولایت شهرستان نیشابور  | کلاته میدان        | ۸۰۰            | ۳۰             | ۱۲           | ۵                   | ۵                   |
| مظفرآباد           | بخش سرولایت شهرستان نیشابور  | تلی                | ۱۰۰۰           | ۵۰             | ۲۲           | ۵                   | ۹                   |
| معدره              | بخش زبرخان شهرستان نیشابور   | داس                | ۳۰۰            | ۱۲             | ۱۲           | ۱۰                  | ۲۵                  |
| ملاعبدا            | بخش سرولایت شهرستان نیشابور  | ینکجه              | ۱۵۰            | ۳              | ۳            | ۱                   | ۱                   |
| ملاعبدا            | بخش سرولایت شهرستان نیشابور  | خواجه‌آباد          | ۱۰۰۰           | ۳۰             | ۱۲           | ۱۰                  | ۱۶                  |
| ملاعبدا علیا       | بخش سرولایت شهرستان نیشابور  | ینکجه              | ۱۰۰            | ۲              | ۲            | ۱                   | ۱                   |
| ملک دره            | بخش زبرخان شهرستان نیشابور   | ملک دره            | ۱۰۰            | ۶              | ۹            | ۴                   | ۱۰                  |
| ملک دره سفلی       | بخش زبرخان شهرستان نیشابور   | ملک دره            | ۲۰۰            | ۱۰             | ۱۸           | ۵                   | ۵                   |
| ملک دره علیا       | بخش زبرخان شهرستان نیشابور   | ملک دره            | ۱۵۰            | ۶              | ۷            | ۶                   | ۱۰                  |
| منجبین علیا        | بخش سرولایت شهرستان نیشابور  | دزق                | ۴۵۰            | ۱۲             | ۳۲           | ۵                   | ۱۰                  |
| منجنیق             | بخش سرولایت شهرستان نیشابور  | دزق                | ۳۰۰            | ۶              | ۱۵           | ۴                   | ۷                   |
| منصوریه            | بخش مرکزی شهرستان نیشابور    | منصوریه            | ۴۰۰۰           | ۱۸۰            | ۳۵           | ۱۲                  | ۲۵                  |
| منصوریه            | بخش میان‌جلگه شهرستان نیشابور | اسلام‌آباد          | ۵۰۰۰           | ۱۵۰            | ۳۰           | ۳۰                  | ۶۰                  |
| مهدی‌آباد           | بخش میان‌جلگه شهرستان نیشابور | مهدی‌آباد           | ۵۰۰۰           | ۲۵۰            | ۴۰           | ۲۰                  | ۵۰                  |
| مهلوی              | بخش زبرخان شهرستان نیشابور   | قدمگاه             | ۳۰۰۰           | ۲۰۰            | ۶۰           | ۴۰                  | ۹۰                  |
| مورنی              | بخش سرولایت شهرستان نیشابور  | خیرآباد            | ۶۰۰            | ۳۰             | ۱۳           | ۸                   | ۱۵                  |
| موشان سفلی         | بخش زبرخان شهرستان نیشابور   | کوشان              | ۲۵۰۰           | ۱۰۰            | ۵۰           | ۳۰                  | ۶۰                  |
| موشان علیا         | بخش زبرخان شهرستان نیشابور   | موشان              | ۲۰۰۰           | ۷۰             | ۴۵           | ۵                   | ۷                   |
| موش‌آباد            | بخش سرولایت شهرستان نیشابور  | زهان               | ۵۰۰            | ۱۲             | ۷            | ۳                   | ۶                   |
| میان دره           | بخش زبرخان شهرستان نیشابور   | ااباد              | ۲۵۰۰           | ۸۰             | ۷۵           | ۳۵                  | ۸۰                  |
| میان دره           | بخش سرولایت شهرستان نیشابور  | برزنون             | ۱۳۰۰           | ۴۰             | ۳۰           | ۹                   | ۱۸                  |
| میان دره           | بخش سرولایت شهرستان نیشابور  | دزق                | ۳۰۰            | ۷              | ۱۲           | ۶                   | ۱۲                  |
| میان دره           | بخش سرولایت شهرستان نیشابور  | آق قایه            | ۳۰۰            | ۸              | ۶            | ۲                   | ۳                   |
| میان ده            | بخش زبرخان شهرستان نیشابور   | خرو سفلی           | ۱۵۰۰           | ۸۰             | ۲۵           | ۲۰                  | ۳۰                  |
| میان ده            | بخش زبرخان شهرستان نیشابور   | اسدآباد            | ۲۵۰۰           | ۳۵             | ۵۵           | ۲۰                  | ۳۰                  |
| میانگاه            | بخش سرولایت شهرستان نیشابور  | فاضل‌آباد           | ۳۰۰            | ۱۰             | ۸            | ۱۰                  | ۲۰                  |
| میان‌آباد           | بخش مرکزی شهرستان نیشابور    | میان‌آباد           | ۸۰۰۰           | ۲۸۰            | ۴۵           | ۲                   | ۵                   |
| میل آهک            | بخش سرولایت شهرستان نیشابور  | کوه سخت            | ۱۵۰            | ۵              | ۱۰           | ۱۲                  | ۳۵                  |
| میمنه              | بخش سرولایت شهرستان نیشابور  | دزق                | ۳۰۰            | ۱۰             | ۱۷           | ۴                   | ۷                   |
| نجف                | بخش مرکزی شهرستان نیشابور    | گنداب              | ۸۰۰            | ۱۲             | ۳۵           | ۳                   | ۶                   |
| نخدران             | بخش زبرخان شهرستان نیشابور   | خرو علیا           | ۲۰۰۰           | ۷۰             | ۴۰           | ۱۵                  | ۳۰                  |
| نستانک             | بخش سرولایت شهرستان نیشابور  | خواجه‌آباد          | ۱۰۰۰           | ۳۰             | ۱۰           | ۸                   | ۱۵                  |
| نظرچشمه            | بخش سرولایت شهرستان نیشابور  | قزل قلعه           | ۱۰۰۰           | ۳۰             | ۹            | ۲                   | ۳                   |
| نهر رود            | بخش سرولایت شهرستان نیشابور  | برزنون             | ۱۵۰۰           | ۲۵             | ۳۰           | ۸                   | ۱۵                  |
| نهروند             | بخش سرولایت شهرستان نیشابور  | زهان               | ۱۲۰۰           | ۵۰             | ۱۵           | ۲                   | ۴                   |
| نهنه               | بخش زبرخان شهرستان نیشابور   | درود               | ۶۰۰            | ۱۳             | ۳۰           | ۲۵                  | ۴۰                  |
| نوبریز             | بخش زبرخان شهرستان نیشابور   | چناران             | ۳۵۰            | ۸              | ۱۰           | ۸                   | ۲۱                  |
| نورآباد            | بخش مرکزی شهرستان نیشابور    | نورآباد            | ۶۵۰۰           | ۱۸۰            | ۴۰           | ۳                   | ۵                   |
| نوروزکندی          | بخش سرولایت شهرستان نیشابور  | سیدآباد            | ۵۰۰            | ۱۲             | ۱۰           | ۱۲                  | ۲۵                  |
| نوسرا              | بخش سرولایت شهرستان نیشابور  | نوسرا              | ۲۰۰۰           | ۷۰             | ۲۰           | ۳۵                  | ۸۰                  |
| نوکلاته            | بخش سرولایت شهرستان نیشابور  | خیرآباد            | ۵۰۰            | ۱۵             | ۱۶           | ۰                   | ۲۰                  |
| نیزار              | بخش زبرخان شهرستان نیشابور   | خسرو               | ۱۰۰۰           | ۴۰             | ۴۰           | ۳۰                  | ۶۰                  |
| نیزارو             | بخش زبرخان شهرستان نیشابور   | حصار               | ۶۰۰            | ۲۰             | ۱۲           | ۷                   | ۱۵                  |
| نینوا              | بخش سرولایت شهرستان نیشابور  | برزنون             | ۳۰۰            | ۱۰             | ۲۰           | ۲                   | ۳                   |
| هشتادکان           | بخش سرولایت شهرستان نیشابور  | دزق                | ۳۲۰            | ۱۰             | ۱۵           | ۱۰                  | ۲۵                  |
| هشتادکان           | بخش سرولایت شهرستان نیشابور  | دزق                | ۳۰۰            | ۱۰             | ۱۵           | ۲                   | ۳                   |
| هلالی              | بخش مرکزی شهرستان نیشابور    | هلالی              | ۳۰۰۰           | ۱۷۰            | ۴۰           | ۱۲                  | ۲۰                  |
| همایی              | بخش میان‌جلگه شهرستان نیشابور | همایی              | ۵۰۰۰           | ۳۰۰            | ۴۵           | ۱۵                  | ۵۰                  |
| همت‌آباد            | بخش زبرخان شهرستان نیشابور   | درود               | ۲۰۰۰           | ۴۵             | ۸۰           | ۳۰                  | ۶۰                  |
| همت‌آباد            | بخش زبرخان شهرستان نیشابور   | قره بیگ            | ۵۰۰            | ۱۲             | ۱۵           | ۵                   | ۴                   |
| همت‌آباد            | بخش زبرخان شهرستان نیشابور   | خرو علیا           | ۱۳۰۰           | ۴۵             | ۴۵           | ۳۵                  | ۷۵                  |
| هندآباد            | بخش مرکزی شهرستان نیشابور    | هندآباد            | ۷۰۰۰           | ۳۰۰            | ۴۵           | ۱۲                  | ۳۵                  |
| پائین دره          | بخش زبرخان شهرستان نیشابور   | چناران             | ۱۲۰۰           | ۴۵             | ۵۰           | ۸                   | ۱۷                  |
| پاباز              | بخش میان‌جلگه شهرستان نیشابور | پاباز              | ۲۰۰۰           | ۱۰۰            | ۲۵           | ۲۵                  | ۵۰                  |
| پاشان تپه          | بخش سرولایت شهرستان نیشابور  | دزق                | ۲۵۰            | ۵              | ۱۵           | ۲                   | ۵                   |
| پاچنار             | بخش زبرخان شهرستان نیشابور   | خرو علیا           | ۲۰۰۰           | ۸۰             | ۱۵           | ۲۵                  | ۴۰                  |
| پشت دوز            | بخش سرولایت شهرستان نیشابور  | بیدخان             | ۲۰۰            | ۸              | ۶            | ۱۰                  | ۲۰                  |
| پشترگرد سفلی       | بخش زبرخان شهرستان نیشابور   | چناران             | ۱۳۰۰           | ۴۰             | ۴۵           | ۱۰                  | ۲۵                  |
| پشترگرد علیا       | بخش زبرخان شهرستان نیشابور   | چناران             | ۸۰۰            | ۲۰             | ۴۰           | ۱۵                  | ۳۵                  |
| پهندر              | بخش سرولایت شهرستان نیشابور  | سیدآباد            | ۱۵۰۰           | ۳۰             | ۱۲           | ۱۵                  | ۳۵                  |
| چاتنگلو            | بخش میان‌جلگه شهرستان نیشابور | چاتنگلو            | ۵۰۰            | ۲۵             | ۱۰           | ۴                   | ۵                   |
| چاه آبی            | بخش میان‌جلگه شهرستان نیشابور | چاه آبی            | ۱۰۰۰           | ۳۵             | ۱۵           | ۶                   | ۱۰                  |
| چاه سالار          | بخش میان‌جلگه شهرستان نیشابور | چاه سالار          | ۳۰۰            | ۱۴             | ۴            | ۳                   | ۰                   |
| چاه طرق            | بخش میان‌جلگه شهرستان نیشابور | چاه طرق            | ۸۰۰            | ۲۵             | ۱۵           | ۹                   | ۱۵                  |
| چاه غرقاب          | بخش زبرخان شهرستان نیشابور   | خرو سفلی           | ۲۰۰۰           | ۱۰۰            | ۳۰           | ۱۵                  | ۲۵                  |
| چاه قره            | بخش سرولایت شهرستان نیشابور  | کران               | ۵۰۰            | ۱۰             | ۵            | ۰                   | ۱۰                  |
| چاه قره علیا       | بخش سرولایت شهرستان نیشابور  | کران               | ۹۰۰            | ۳۰             | ۷            | ۳                   | ۱۵                  |
| چاه نسر            | بخش میان‌جلگه شهرستان نیشابور | چاه نسر            | ۵۰۰            | ۱۸             | ۱۰           | ۴                   | ۶                   |
| چشمه               | بخش سرولایت شهرستان نیشابور  | کلپین              | ۱۴۰            | ۴              | ۵            | ۴                   | ۱۵                  |
| چشمه ارغش          | بخش میان‌جلگه شهرستان نیشابور | ارغش               | ۲۰۰            | ۸              | ۹            | ۳                   | ۶                   |
| چشمه خاتون         | بخش زبرخان شهرستان نیشابور   | چناران             | ۵۰۰            | ۲۰             | ۱۵           | ۵                   | ۱۰                  |
| چشمه خسرو          | بخش زبرخان شهرستان نیشابور   | چشمه خسرو          | ۱۵۰            | ۷              | ۱۰           | ۸                   | ۱۵                  |
| چشمه درویش         | بخش زبرخان شهرستان نیشابور   | چناران             | ۱۰۰            | ۳              | ۵            | ۴                   | ۷                   |
| چشمه زان           | بخش سرولایت شهرستان نیشابور  | چکنه سفلی          | ۶۰۰            | ۱۰             | ۳            | ۲                   | ۴                   |
| چشمه سینا          | بخش سرولایت شهرستان نیشابور  | زهان               | ۳۰۰            | ۱۰             | ۴            | ۶                   | ۱۲                  |
| چشمه میان          | بخش سرولایت شهرستان نیشابور  | بجنو علیا          | ۱۵۰            | ۹              | ۹            | ۵                   | ۱۰                  |
| چشمه کلنگ          | بخش سرولایت شهرستان نیشابور  | زیگ                | ۳۰۰            | ۱۰             | ۴            | ۲                   | ۳                   |
| چشمه گلاب          | بخش زبرخان شهرستان نیشابور   | خرو علیا           | ۱۵۰۰           | ۵۰             | ۲۵           | ۱۵                  | ۴۰                  |
| چشمه گلستان        | بخش زبرخان شهرستان نیشابور   | چشمه گلستان        | ۵۰۰            | ۲۵             | ۲۰           | ۱۲                  | ۲۰                  |
| چشمه یاقوت         | بخش میان‌جلگه شهرستان نیشابور | چشمه یاقوت         | ۱۵۰            | ۵              | ۶            | ۷                   | ۱۲                  |
| چشمه یزدان         | بخش زبرخان شهرستان نیشابور   | سخدر               | ۴۰۰            | ۱۰             | ۱۵           | ۲۰                  | ۵۰                  |
| چغندرآباد          | بخش زبرخان شهرستان نیشابور   | خرو علیا           | ۲۰۰۰           | ۱۰۰            | ۳۰           | ۵۰                  | ۱۵۰                 |
| چلچلاب             | بخش سرولایت شهرستان نیشابور  | کلاته محمدجان      | ۵۰۰            | ۱۵             | ۸            | ۱۰                  | ۲۵                  |
| چنار               | بخش زبرخان شهرستان نیشابور   | حصار               | ۹۰۰            | ۴۰             | ۱۲           | ۱۰                  | ۱۵                  |
| چناران             | بخش زبرخان شهرستان نیشابور   | چناران             | ۲۵۰            | ۷              | ۱۵           | ۳                   | ۵                   |
| چهارباغ            | بخش سرولایت شهرستان نیشابور  | نوسرا              | ۱۲۰۰           | ۷۰             | ۱۵           | ۱۰                  | ۲۰                  |
| چهارباغ            | بخش سرولایت شهرستان نیشابور  | نومیری             | ۳۰۰            | ۱۰             | ۵            | ۲۰                  | ۳۵                  |
| چهارگوشلی          | بخش سرولایت شهرستان نیشابور  | چهارگوشلی          | ۵۰۰            | ۹              | ۵            | ۸                   | ۱۵                  |
| چچعلی              | بخش میان‌جلگه شهرستان نیشابور | چچعلی              | ۸۰۰            | ۳۰             | ۱۵           | ۴                   | ۵                   |
| چین رنگ            | بخش زبرخان شهرستان نیشابور   | برج                | ۱۸۰۰           | ۴۵             | ۲۰           | ۳۰                  | ۶۰                  |
| کاراکاریز          | بخش سرولایت شهرستان نیشابور  | ینکجه              | ۱۵۰۰           | ۳۵             | ۳            | ۴                   | ۳                   |
| کارجی              | بخش سرولایت شهرستان نیشابور  | برزنون             | ۱۰۰۰           | ۴۰             | ۳۵           | ۱                   | ۲                   |
| کارجی              | بخش سرولایت شهرستان نیشابور  | تیران              | ۸۰۰            | ۲۲             | ۱۶           | ۸                   | ۱۶                  |
| کارجی درویش        | بخش سرولایت شهرستان نیشابور  | برزنون             | ۲۵۰            | ۷              | ۳۵           | ۳                   | ۵                   |
| کارجی سفلی         | بخش سرولایت شهرستان نیشابور  | تیران              | ۱۰۰۰           | ۳۰             | ۲۵           | ۵                   | ۱۰                  |
| کارجی علیا         | بخش سرولایت شهرستان نیشابور  | تیران              | ۳۰۰            | ۱۰             | ۱۲           | ۳                   | ۴                   |
| کارجیج             | بخش مرکزی شهرستان نیشابور    | کارجیج             | ۶۰۰۰           | ۲۰۰            | ۴۰           | ۱۲                  | ۲۵                  |
| کاریزبرون          | بخش سرولایت شهرستان نیشابور  | خایسک              | ۲۵۰            | ۷              | ۴            | ۳                   | ۲                   |
| کاریزنو            | بخش زبرخان شهرستان نیشابور   | درود               | ۶۰۰            | ۳۰             | ۲۰           | ۱۰                  | ۲۵                  |
| کاریزنو            | بخش زبرخان شهرستان نیشابور   | قدمگاه             | ۱۵۰۰           | ۳۰             | ۴۰           | ۲۵                  | ۵۰                  |
| کاریزنو            | بخش زبرخان شهرستان نیشابور   | کاریزنو            | ۴۰۰۰           | ۱۵۰            | ۴۰           | ۱۵                  | ۵۵                  |
| کاریزنو            | بخش زبرخان شهرستان نیشابور   | پوست فروشان        | ۱۰۰۰           | ۶۰             | ۸۰           | ۵۰                  | ۱۵۰                 |
| کاریزپا’ین         | بخش زبرخان شهرستان نیشابور   | باغشن              | ۴۰۰۰           | ۱۵۰            | ۷۰           | ۴۵                  | ۱۵۰                 |
| کاریزک             | بخش مرکزی شهرستان نیشابور    | کاریزک کال         | ۸۰۰۰           | ۲۲۰            | ۴۵           | ۳                   | ۷                   |
| کاریزک کهنه        | بخش مرکزی شهرستان نیشابور    | کاریزکهنه          | ۸۰۰۰           | ۲۵۰            | ۴۰           | ۵                   | ۱۰                  |
| کاریزگراب          | بخش سرولایت شهرستان نیشابور  | فاضل‌آباد           | ۱۰۰۰           | ۵۰             | ۸            | ۳                   | ۵                   |
| کاشفیه             | بخش زبرخان شهرستان نیشابور   | دانه کاشفیه        | ۲۰۰۰           | ۸۰             | ۶۵           | ۲۵                  | ۳۵                  |
| کال گز             | بخش زبرخان شهرستان نیشابور   | چشمه خسرو          | ۲۰۰            | ۵              | ۶            | ۳                   | ۷                   |
| کبوترخان           | بخش سرولایت شهرستان نیشابور  | کلاته علیمراد      | ۱۲۰۰           | ۴۰             | ۲۰           | ۱۵                  | ۲۵                  |
| کبوترخان           | بخش میان‌جلگه شهرستان نیشابور | حسن‌آباد            | ۱۰۰۰           | ۴۰             | ۱۵           | ۶                   | ۱۰                  |
| کدلی               | بخش سرولایت شهرستان نیشابور  | سرچاه              | ۴۰۰            | ۲۰             | ۱۳           | ۵                   | ۷                   |
| کریم‌آباد           | بخش مرکزی شهرستان نیشابور    | کریم‌آباد           | ۵۰۰۰           | ۲۰۰            | ۴۰           | ۲۵                  | ۴۰                  |
| کشاده              | بخش زبرخان شهرستان نیشابور   | حصار               | ۴۰۰            | ۱۰             | ۸            | ۵                   | ۱۰                  |
| کلاته              | بخش سرولایت شهرستان نیشابور  | زهان               | ۱۰۰۰           | ۳۰             | ۱۵           | ۳                   | ۵                   |
| کلاته              | بخش سرولایت شهرستان نیشابور  | شیخ مصطفی          | ۲۰۰            | ۴              | ۱۰           | ۴                   | ۳                   |
| کلاته              | بخش سرولایت شهرستان نیشابور  | فهنه               | ۶۰۰            | ۲۰             | ۱۰           | ۱                   | ۰                   |
| کلاته              | بخش سرولایت شهرستان نیشابور  | چکنه علیا          | ۱۰۰۰           | ۳۵             | ۲۰           | ۶                   | ۲۵                  |
| کلاته احمد         | بخش میان‌جلگه شهرستان نیشابور | استایش             | ۲۰۰            | ۱۸             | ۵            | ۴                   | ۵                   |
| کلاته اسماعیل      | بخش سرولایت شهرستان نیشابور  | تنگه علیا          | ۵۰۰            | ۲۰             | ۱۵           | ۳۰                  | ۶۰                  |
| کلاته اقبال        | بخش زبرخان شهرستان نیشابور   | کلاته اقبال        | ۱۶۰۰           | ۱۰۰            | ۱۸           | ۸                   | ۲۰                  |
| کلاته اللهیار      | بخش میان‌جلگه شهرستان نیشابور | کلاته حاج اللهیا   | ۳۰۰            | ۲۰             | ۱۰           | ۷                   | ۸                   |
| کلاته باغ          | بخش میان‌جلگه شهرستان نیشابور | کلاته باغ          | ۱۰۰۰           | ۲۵             | ۱۵           | ۱۵                  | ۳۰                  |
| کلاته بالا         | بخش زبرخان شهرستان نیشابور   | چناران             | ۶۰۰            | ۳۰             | ۱۵           | ۳                   | ۸                   |
| کلاته بلوچ         | بخش زبرخان شهرستان نیشابور   | درود               | ۱۰۰۰           | ۳۰             | ۲۵           | ۸                   | ۱۵                  |
| کلاته تاتار        | بخش مرکزی شهرستان نیشابور    | کلاته تاتار        | ۱۰۰۰           | ۶۰             | ۲۵           | ۲۰                  | ۴۵                  |
| کلاته تیر          | بخش سرولایت شهرستان نیشابور  | ساقی بیگ           | ۲۵۰            | ۵              | ۱۵           | ۶                   | ۱۲                  |
| کلاته حاج حسن      | بخش میان‌جلگه شهرستان نیشابور | کلاته حاج حسن      | ۸۰۰            | ۳۰             | ۱۵           | ۵                   | ۱۰                  |
| کلاته حاج ملا      | بخش میان‌جلگه شهرستان نیشابور | زیراب              | ۱۰۰۰           | ۳۰             | ۵            | ۴                   | ۳۰                  |
| کلاته حاجی         | بخش سرولایت شهرستان نیشابور  | کلاته حاجی         | ۱۲۰۰           | ۴۰             | ۲۰           | ۲۰                  | ۳۵                  |
| کلاته حسن کمر      | بخش زبرخان شهرستان نیشابور   | چناران             | ۵۰۰            | ۳۰             | ۱۵           | ۴                   | ۵                   |
| کلاته حسن‌آباد      | بخش میان‌جلگه شهرستان نیشابور | حسن‌آباد            | ۱۲۰۰           | ۷۰             | ۱۵           | ۱۵                  | ۲۸                  |
| کلاته حسین آبا     | بخش زبرخان شهرستان نیشابور   | بازحیدر            | ۲۵۰            | ۵              | ۱۰           | ۸                   | ۲۰                  |
| کلاته حصار         | بخش سرولایت شهرستان نیشابور  | بیدخان             | ۳۰۰            | ۱۰             | ۱۰           | ۲۰                  | ۴۵                  |
| کلاته خانی         | بخش زبرخان شهرستان نیشابور   | چناران             | ۲۵۰            | ۵              | ۶            | ۲                   | ۲                   |
| کلاته دربند        | بخش زبرخان شهرستان نیشابور   | چناران             | ۶۰۰            | ۲۰             | ۱۸           | ۳                   | ۷                   |
| کلاته رجبعلی       | بخش سرولایت شهرستان نیشابور  | تیران              | ۳۵۰            | ۱۰             | ۱۰           | ۳                   | ۴                   |
| کلاته سبحانقلی     | بخش سرولایت شهرستان نیشابور  | چکنه سفلی          | ۶۰۰            | ۲۰             | ۱۲           | ۵                   | ۱۰                  |
| کلاته سرو          | بخش زبرخان شهرستان نیشابور   | کلاته سلطانی       | ۲۰۰۰           | ۷۰             | ۳۰           | ۱۰                  | ۱۵                  |
| کلاته سلطانی       | بخش زبرخان شهرستان نیشابور   | کلاته سلطانی       | ۲۵۰۰           | ۸۰             | ۳۰           | ۱۲                  | ۳۰                  |
| کلاته سیدها        | بخش سرولایت شهرستان نیشابور  | فاضل‌آباد           | ۲۰۰۰           | ۷۰             | ۱۰           | ۰                   | ۱۵                  |
| کلاته شور          | بخش سرولایت شهرستان نیشابور  | کلاته شور          | ۱۰۰۰           | ۴۰             | ۱۵           | ۹                   | ۲۰                  |
| کلاته شیرمحمد      | بخش میان‌جلگه شهرستان نیشابور | کلاته شیرمحمد      | ۱۵۰۰           | ۷۰             | ۱۲           | ۸                   | ۱۰                  |
| کلاته صادق         | بخش سرولایت شهرستان نیشابور  | برزنون             | ۲۵۰            | ۱۳             | ۲۷           | ۳                   | ۵                   |
| کلاته صادق         | بخش سرولایت شهرستان نیشابور  | تیران              | ۱۰۰۰           | ۳۰             | ۲۰           | ۲۰                  | ۳۰                  |
| کلاته صمدآباد      | بخش سرولایت شهرستان نیشابور  | برزنون             | ۴۰۰            | ۱۲             | ۱۵           | ۳                   | ۵                   |
| کلاته صوفی         | بخش سرولایت شهرستان نیشابور  | نصیرآباد           | ۱۰۰۰           | ۵۰             | ۲۰           | ۱۵                  | ۴۰                  |
| کلاته طیب          | بخش سرولایت شهرستان نیشابور  | خواجه‌آباد          | ۱۰۰۰           | ۳۰             | ۱۵           | ۳                   | ۵                   |
| کلاته عابد سفلی    | بخش میان‌جلگه شهرستان نیشابور | کلاته عابد         | ۵۰۰            | ۳۰             | ۱۰           | ۴                   | ۱۰                  |
| کلاته عابد علیا    | بخش میان‌جلگه شهرستان نیشابور | کلاته عابد         | ۴۰۰            | ۲۵             | ۱۵           | ۳                   | ۸                   |
| کلاته عبدا         | بخش میان‌جلگه شهرستان نیشابور | کلاته عبدا         | ۱۵۰۰           | ۵۰             | ۸            | ۳                   | ۱۰                  |
| کلاته علی اکبر     | بخش میان‌جلگه شهرستان نیشابور | فدیشه              | ۵۰۰            | ۲۵             | ۱۰           | ۶                   | ۶                   |
| کلاته علی لنگ      | بخش سرولایت شهرستان نیشابور  | سلطان میدان        | ۱۰۰            | ۳              | ۵            | ۲                   | ۸                   |
| کلاته علیا         | بخش سرولایت شهرستان نیشابور  | شیخ مصطفی          | ۱۰۰            | ۳              | ۷            | ۸                   | ۱۸                  |
| کلاته علی‌آباد      | بخش میان‌جلگه شهرستان نیشابور | جنداب              | ۵۰۰            | ۱۰             | ۵            | ۶                   | ۸                   |
| کلاته علی‌آباد      | بخش زبرخان شهرستان نیشابور   | حصار               | ۳۰۰            | ۱۰             | ۱۵           | ۴                   | ۵                   |
| کلاته فشای         | بخش سرولایت شهرستان نیشابور  | کلاته فشای         | ۲۵۰۰           | ۸۰             | ۱۸           | ۱۰                  | ۲۰                  |
| کلاته فضل‌آباد      | بخش زبرخان شهرستان نیشابور   | گرینه              | ۵۰۰            | ۱۵             | ۷            | ۲                   | ۲                   |
| کلاته قوله نی      | بخش میان‌جلگه شهرستان نیشابور | زیراب              | ۳۰۰            | ۱۲             | ۰            | ۳                   | ۳                   |
| کلاته محمدجان      | بخش سرولایت شهرستان نیشابور  | کلاته محمدجان      | ۴۰             | ۲۰             | ۸            | ۵                   | ۱۰                  |
| کلاته مزه          | بخش میان‌جلگه شهرستان نیشابور | دهنو               | ۳۰۰۰           | ۸۰             | ۳۰           | ۲                   | ۵                   |
| کلاته مقری         | بخش سرولایت شهرستان نیشابور  | نصیرآباد           | ۱۰۰۰           | ۵۰             | ۲۰           | ۳۵                  | ۸۰                  |
| کلاته ملاعلی       | بخش میان‌جلگه شهرستان نیشابور | جنداب              | ۷۰۰            | ۱۷             | ۶            | ۵                   | ۶                   |
| کلاته منجنیق       | بخش زبرخان شهرستان نیشابور   | اسدآباد            | ۱۲۰۰           | ۲۰             | ۲۰           | ۱۲                  | ۲۰                  |
| کلاته موسی         | بخش سرولایت شهرستان نیشابور  | برزنون             | ۴۰۰            | ۱۵             | ۲۰           | ۴                   | ۱۰                  |
| کلاته میرسراجی     | بخش زبرخان شهرستان نیشابور   | درود               | ۲۰۰            | ۸              | ۱۵           | ۲                   | ۲                   |
| کلاته نو           | بخش سرولایت شهرستان نیشابور  | زهان               | ۵۰۰            | ۱۲             | ۱۲           | ۰                   | ۲۵                  |
| کلاته نو           | بخش زبرخان شهرستان نیشابور   | چشمه خسرو          | ۳۵۰            | ۱۵             | ۷            | ۴                   | ۸                   |
| کلاته نو           | بخش زبرخان شهرستان نیشابور   | بازحیدر            | ۲۰۰            | ۵              | ۵            | ۵                   | ۱۰                  |
| کلاته نو           | بخش سرولایت شهرستان نیشابور  | برزنون             | ۴۰۰            | ۱۵             | ۴۰           | ۵                   | ۱۰                  |
| کلاته نوزردالو     | بخش زبرخان شهرستان نیشابور   | درود               | ۵۰۰            | ۳۰             | ۱۵           | ۵                   | ۱۰                  |
| کلاته پیر          | بخش میان‌جلگه شهرستان نیشابور | کلاته پیر          | ۵۰۰            | ۱۲             | ۱۰           | ۸                   | ۲۰                  |
| کلاته کاریزنو      | بخش زبرخان شهرستان نیشابور   | گرینه              | ۵۰۰            | ۳۰             | ۶            | ۳                   | ۵                   |
| کلاته کلوخی        | بخش سرولایت شهرستان نیشابور  | گاوکش              | ۱۲۰۰           | ۳۵             | ۲۲           | ۳                   | ۱۰                  |
| کلاته کلوخی        | بخش سرولایت شهرستان نیشابور  | گاوکش              | ۱۰۰۰           | ۳۰             | ۱۲           | ۱۰                  | ۲۰                  |
| کلاته گال          | بخش میان‌جلگه شهرستان نیشابور | قوله نی            | ۱۵۰۰           | ۷۰             | ۱۵           | ۱۵                  | ۲۰                  |
| کلاته گرگی         | بخش میان‌جلگه شهرستان نیشابور | کلاته گرگی         | ۸۰۰            | ۱۵             | ۱۰           | ۳                   | ۱۵                  |
| کلاغ دره           | بخش سرولایت شهرستان نیشابور  | دزق                | ۱۵۰            | ۴              | ۶            | ۳                   | ۵                   |
| کلاولی             | بخش سرولایت شهرستان نیشابور  | قزل قلعه           | ۲۰۰            | ۶              | ۱۲           | ۳                   | ۵                   |
| کل‌آباد             | بخش زبرخان شهرستان نیشابور   | گرینه              | ۲۰۰            | ۸              | ۶            | ۲                   | ۲                   |
| کمرسیاه بالا       | بخش زبرخان شهرستان نیشابور   | دیزباد             | ۷۰۰            | ۲۰             | ۸            | ۸                   | ۱۵                  |
| کمرسیاه پائین      | بخش زبرخان شهرستان نیشابور   | دیزباد             | ۸۰۰            | ۳۰             | ۱۰           | ۱۰                  | ۲۰                  |
| کنگ دره            | بخش سرولایت شهرستان نیشابور  | خایسک              | ۲۵۰            | ۷              | ۵            | ۰                   | ۳۰                  |
| کهنه قلعه          | بخش سرولایت شهرستان نیشابور  | کوه سخت            | ۱۰۰            | ۳              | ۷            | ۳                   | ۵                   |
| کوثر               | بخش زبرخان شهرستان نیشابور   | چناران             | ۲۰۰۰           | ۸۰             | ۵۵           | ۲۵                  | ۴۰                  |
| کوخلی              | بخش سرولایت شهرستان نیشابور  | حسن‌آباد            | ۲۰۰            | ۱۰             | ۱۵           | ۶                   | ۲۷                  |
| کور علیا           | بخش سرولایت شهرستان نیشابور  | دزق                | ۲۵۰            | ۷              | ۷            | ۲                   | ۴                   |
| کورچشمه            | بخش سرولایت شهرستان نیشابور  | آق قایه            | ۲۰۰            | ۵              | ۴            | ۳                   | ۵                   |
| کوشک سفلی          | بخش مرکزی شهرستان نیشابور    | رود                | ۱۰۰۰           | ۴۰             | ۱۰           | ۱۰                  | ۱۵                  |
| کوشک علیا          | بخش مرکزی شهرستان نیشابور    | رود                | ۸۰۰            | ۳۵             | ۱۵           | ۱۲                  | ۲۰                  |
| کچ زار             | بخش زبرخان شهرستان نیشابور   | قره بیگ            | ۳۰۰            | ۱۵             | ۱۰           | ۴                   | ۵                   |
| کچاه               | بخش زبرخان شهرستان نیشابور   | حصار               | ۱۵۰۰           | ۷۰             | ۳۵           | ۱۵                  | ۲۰                  |
| کژدره              | بخش مرکزی شهرستان نیشابور    | غار                | ۲۰۰۰           | ۷۰             | ۲۰           | ۲                   | ۳                   |
| گج دره             | بخش میان‌جلگه شهرستان نیشابور | استایش             | ۳۵۰            | ۱۵             | ۵            | ۴                   | ۵                   |
| گراب               | بخش مرکزی شهرستان نیشابور    | گراب               | ۴۰۰            | ۱۰             | ۲۵           | ۱                   | ۲                   |
| گرینه کهنه         | بخش زبرخان شهرستان نیشابور   | گرینه              | ۱۰۰۰           | ۳۰             | ۱۰           | ۸                   | ۱۵                  |
| گزل کال            | بخش سرولایت شهرستان نیشابور  | خایسک              | ۲۰۰            | ۶              | ۳            | ۰                   | ۱۰                  |
| گل کاریز           | بخش سرولایت شهرستان نیشابور  | کلاته ابوذر        | ۵۰۰            | ۱۲             | ۶            | ۱۲                  | ۳۵                  |
| گل کاریز           | بخش سرولایت شهرستان نیشابور  | قاسمیه             | ۵۰۰            | ۱۰             | ۱۲           | ۲۰                  | ۱۲۰                 |
| گلبو               | بخش میان‌جلگه شهرستان نیشابور | گلبوی سفلی         | ۱۰۰۰           | ۳۵             | ۳۰           | ۸۰                  | ۶۰۰                 |
| گلستان             | بخش زبرخان شهرستان نیشابور   | حریم‌آباد           | ۳۰۰۰           | ۱۰۰            | ۵۰           | ۵                   | ۱۰                  |
| گلستان             | بخش مرکزی شهرستان نیشابور    | بوژاباد            | ۵۰۰            | ۲۰             | ۱۵           | ۵۰                  | ۲۰                  |
| گنداب              | بخش مرکزی شهرستان نیشابور    | گنداب              | ۵۰۰            | ۱۰             | ۳۵           | ۸                   | ۱۸                  |
| گنداب              | بخش مرکزی شهرستان نیشابور    | گنداب              | ۱۰۰۰           | ۲۵             | ۱۵           | ۸                   | ۳۰                  |
| گچی                | بخش میان‌جلگه شهرستان نیشابور | حسن‌آباد            | ۱۸۰۰           | ۱۲۰            | ۳۰           | ۱۲                  | ۲۰                  |
| یان چشمه           | بخش سرولایت شهرستان نیشابور  | زیگ                | ۴۰             | ۳              | ۳            | ۲                   | ۳                   |
| یقلاق              | بخش سرولایت شهرستان نیشابور  | قزل قلعه           | ۳۰۰            | ۶              | ۸            | ۲                   | ۵                   |
| یوسف‌آباد           | بخش مرکزی شهرستان نیشابور    | یوسف‌آباد           | ۶۰۰۰           | ۲۰۰            | ۴۰           | ۱۸                  | ۴۰                  |
| یکه خباز           | بخش سرولایت شهرستان نیشابور  | زیگ                | ۲۵۰            | ۱۰             | ۶            | ۲                   | ۳                   |